# Shanghai Sevens 2001
Shanghai Sevens 2001 – pierwsza edycja wchodzącego w skład IRB Sevens World Series turnieju Shanghai Sevens przeznaczonego dla męskich reprezentacji narodowych w rugby 7. Odbyła się w dniach 7–8 kwietnia 2001 roku na Yuanshen Sports Centre Stadium w Szanghaju będąc piątym turniejem sezonu 2000/2001.

## Informacje ogólne
IRB przyznała Chinom organizację turnieju z cyklu IRB Sevens World Series mając na względzie rozwój tego sportu w tym kraju oraz własne starania w celu wprowadzenia rugby 7 w poczet sportów olimpijskich.
Rozegrane na Yuanshen Sports Centre Stadium zawody były piątym turniejem sezonu 2000/2001 IRB Sevens World Series i wzięło w nich udział szesnaście reprezentacji. Drużyny rywalizowały w pierwszym dniu systemem kołowym podzielone na cztery czterozespołowe grupy, po czym w drugim dniu osiem najlepszych awansowało do ćwierćfinałów, a pozostała ósemka zmierzyła się w walce o Bowl. Uczestniczące zespoły i rozstawienie zostały ogłoszone 6 marca, jeszcze przed turniejem w Hongkongu.
Niespodziewanie Korea i RPA zwyciężyły w swoich grupach, co spowodowało, że cała czołowa czwórka rozstawionych reprezentacji znalazła się w tej samej połówce drabinki. Australijczycy pokonując w fazie pucharowej kolejno Fidżi, Nową Zelandię i RPA triumfowali w zawodach, awansując tym samym na drugie miejsce w klasyfikacji generalnej, cztery punkty za prowadzącymi Nowozelandczykami.

## Faza grupowa

### Grupa A
| 7 kwietnia 200110:50 | Fidżi | 45:0 | Chińskie Tajpej | Yuanshen Sports Centre Stadium, Szanghaj |
| 7 kwietnia 200110:50 |       | 45:0 |                 | Yuanshen Sports Centre Stadium, Szanghaj |

| 7 kwietnia 200111:10 | Południowa Afryka | 61:0 | Malezja | Yuanshen Sports Centre Stadium, Szanghaj |
| 7 kwietnia 200111:10 |                   | 61:0 |         | Yuanshen Sports Centre Stadium, Szanghaj |

| 7 kwietnia 200113:40 | Fidżi | 71:0 | Malezja | Yuanshen Sports Centre Stadium, Szanghaj |
| 7 kwietnia 200113:40 |       | 71:0 |         | Yuanshen Sports Centre Stadium, Szanghaj |

| 7 kwietnia 200114:00 | Południowa Afryka | 49:7 | Chińskie Tajpej | Yuanshen Sports Centre Stadium, Szanghaj |
| 7 kwietnia 200114:00 |                   | 49:7 |                 | Yuanshen Sports Centre Stadium, Szanghaj |

| 7 kwietnia 200115:50 | Chińskie Tajpej | 27:7 | Malezja | Yuanshen Sports Centre Stadium, Szanghaj |
| 7 kwietnia 200115:50 |                 | 27:7 |         | Yuanshen Sports Centre Stadium, Szanghaj |

| 7 kwietnia 200117:10 | Południowa Afryka | 19:0 | Fidżi | Yuanshen Sports Centre Stadium, Szanghaj |
| 7 kwietnia 200117:10 |                   | 19:0 |       | Yuanshen Sports Centre Stadium, Szanghaj |

### Grupa B
| 7 kwietnia 200111:30 | Australia | 52:7 | Walia | Yuanshen Sports Centre Stadium, Szanghaj |
| 7 kwietnia 200111:30 |           | 52:7 |       | Yuanshen Sports Centre Stadium, Szanghaj |

| 7 kwietnia 200111:50 | Anglia | 24:14 | Chiny | Yuanshen Sports Centre Stadium, Szanghaj |
| 7 kwietnia 200111:50 |        | 24:14 |       | Yuanshen Sports Centre Stadium, Szanghaj |

| 7 kwietnia 200114:20 | Australia | 69:0 | Chiny | Yuanshen Sports Centre Stadium, Szanghaj |
| 7 kwietnia 200114:20 |           | 69:0 |       | Yuanshen Sports Centre Stadium, Szanghaj |

| 7 kwietnia 200114:40 | Anglia | 29:0 | Walia | Yuanshen Sports Centre Stadium, Szanghaj |
| 7 kwietnia 200114:40 |        | 29:0 |       | Yuanshen Sports Centre Stadium, Szanghaj |

| 7 kwietnia 200116:10 | Walia | 31:14 | Chiny | Yuanshen Sports Centre Stadium, Szanghaj |
| 7 kwietnia 200116:10 |       | 31:14 |       | Yuanshen Sports Centre Stadium, Szanghaj |

| 7 kwietnia 200117:30 | Australia | 43:0 | Anglia | Yuanshen Sports Centre Stadium, Szanghaj |
| 7 kwietnia 200117:30 |           | 43:0 |        | Yuanshen Sports Centre Stadium, Szanghaj |

### Grupa C
| 7 kwietnia 200109:30 | Nowa Zelandia | 36:5 | Japonia | Yuanshen Sports Centre Stadium, Szanghaj |
| 7 kwietnia 200109:30 |               | 36:5 |         | Yuanshen Sports Centre Stadium, Szanghaj |

| 7 kwietnia 200109:50 | Argentyna | 34:0 | Sri Lanka | Yuanshen Sports Centre Stadium, Szanghaj |
| 7 kwietnia 200109:50 |           | 34:0 |           | Yuanshen Sports Centre Stadium, Szanghaj |

| 7 kwietnia 200112:20 | Nowa Zelandia | 73:0 | Sri Lanka | Yuanshen Sports Centre Stadium, Szanghaj |
| 7 kwietnia 200112:20 |               | 73:0 |           | Yuanshen Sports Centre Stadium, Szanghaj |

| 7 kwietnia 200112:40 | Argentyna | 40:5 | Japonia | Yuanshen Sports Centre Stadium, Szanghaj |
| 7 kwietnia 200112:40 |           | 40:5 |         | Yuanshen Sports Centre Stadium, Szanghaj |

| 7 kwietnia 200115:10 | Japonia | 38:5 | Sri Lanka | Yuanshen Sports Centre Stadium, Szanghaj |
| 7 kwietnia 200115:10 |         | 38:5 |           | Yuanshen Sports Centre Stadium, Szanghaj |

| 7 kwietnia 200116:30 | Nowa Zelandia | 38:0 | Argentyna | Yuanshen Sports Centre Stadium, Szanghaj |
| 7 kwietnia 200116:30 |               | 38:0 |           | Yuanshen Sports Centre Stadium, Szanghaj |

### Grupa D
| 7 kwietnia 200110:10 | Korea Południowa | 24:17 | Samoa | Yuanshen Sports Centre Stadium, Szanghaj |
| 7 kwietnia 200110:10 |                  | 24:17 |       | Yuanshen Sports Centre Stadium, Szanghaj |

| 7 kwietnia 200110:30 | Kanada | 29:0 | Hongkong | Yuanshen Sports Centre Stadium, Szanghaj |
| 7 kwietnia 200110:30 |        | 29:0 |          | Yuanshen Sports Centre Stadium, Szanghaj |

| 7 kwietnia 200113:00 | Samoa | 38:0 | Hongkong | Yuanshen Sports Centre Stadium, Szanghaj |
| 7 kwietnia 200113:00 |       | 38:0 |          | Yuanshen Sports Centre Stadium, Szanghaj |

| 7 kwietnia 200113:20 | Korea Południowa | 33:10 | Kanada | Yuanshen Sports Centre Stadium, Szanghaj |
| 7 kwietnia 200113:20 |                  | 33:10 |        | Yuanshen Sports Centre Stadium, Szanghaj |

| 7 kwietnia 200115:30 | Korea Południowa | 40:19 | Hongkong | Yuanshen Sports Centre Stadium, Szanghaj |
| 7 kwietnia 200115:30 |                  | 40:19 |          | Yuanshen Sports Centre Stadium, Szanghaj |

| 7 kwietnia 200116:50 | Samoa | 31:10 | Kanada | Yuanshen Sports Centre Stadium, Szanghaj |
| 7 kwietnia 200116:50 |       | 31:10 |        | Yuanshen Sports Centre Stadium, Szanghaj |

## Faza pucharowa

### Cup
|  |                   |                   |                   |                   |    |                   |                   |          |  |  |       |       |       |
|  | Ćwierćfinał       | Ćwierćfinał       | Ćwierćfinał       |                   |    | Półfinał          | Półfinał          | Półfinał |  |  | Finał | Finał | Finał |
|  | Ćwierćfinał       | Ćwierćfinał       | Ćwierćfinał       |                   |    | Półfinał          | Półfinał          | Półfinał |  |  | Finał | Finał | Finał |
|  |                   |                   |                   |                   |    |                   |                   |          |  |  |       |       |       |
|  |                   |                   |                   |                   |    |                   |                   |          |  |  |       |       |       |
|  | Australia         | Australia         | 5                 |                   |    |                   |                   |          |  |  |       |       |       |
|  | Australia         | Australia         | 5                 |                   |    |                   |                   |          |  |  |       |       |       |
|  | Fidżi             | Fidżi             | 0                 |                   |    |                   |                   |          |  |  |       |       |       |
|  | Fidżi             | Fidżi             | 0                 |                   |    | Australia         | Australia         | 19       |  |  |       |       |       |
|  |                   |                   |                   |                   |    | Australia         | Australia         | 19       |  |  |       |       |       |
|  |                   |                   | Nowa Zelandia     | Nowa Zelandia     | 7  |                   |                   |          |  |  |       |       |       |
|  | Nowa Zelandia     | Nowa Zelandia     | Nowa Zelandia     | Nowa Zelandia     | 7  | 19                |                   |          |  |  |       |       |       |
|  | Nowa Zelandia     | Nowa Zelandia     |                   |                   |    |                   |                   |          |  |  |       |       |       |
|  | Samoa             | Samoa             | 5                 |                   |    |                   |                   |          |  |  |       |       |       |
|  | Samoa             | Samoa             | 5                 |                   |    | Australia         | Australia         | 19       |  |  |       |       |       |
|  |                   |                   |                   |                   |    |                   | Australia         | 19       |  |  |       |       |       |
|  |                   |                   | Południowa Afryka | Południowa Afryka | 12 |                   |                   |          |  |  |       |       |       |
|  | Południowa Afryka | Południowa Afryka | Południowa Afryka | Południowa Afryka | 12 | 24                |                   |          |  |  |       |       |       |
|  | Południowa Afryka | Południowa Afryka |                   |                   |    |                   |                   |          |  |  |       |       |       |
|  | Anglia            | Anglia            | 7                 |                   |    |                   |                   |          |  |  |       |       |       |
|  | Anglia            | Anglia            | 7                 |                   |    | Południowa Afryka | Południowa Afryka | 40       |  |  |       |       |       |
|  |                   |                   |                   |                   |    | Południowa Afryka | Południowa Afryka | 40       |  |  |       |       |       |
|  |                   |                   | Korea Południowa  | Korea Południowa  | 10 |                   |                   |          |  |  |       |       |       |
|  | Korea Południowa  | Korea Południowa  | Korea Południowa  | Korea Południowa  | 10 | 26                |                   |          |  |  |       |       |       |
|  | Korea Południowa  | Korea Południowa  |                   |                   |    |                   |                   |          |  |  |       |       |       |
|  | Argentyna         | Argentyna         | 7                 |                   |    |                   |                   |          |  |  |       |       |       |
|  | Argentyna         | Argentyna         | 7                 |                   |    |                   |                   |          |  |  |       |       |       |

| 8 kwietnia 200111:20 | Australia | 5:0 | Fidżi | Yuanshen Sports Centre Stadium, Szanghaj |
| 8 kwietnia 200111:20 |           | 5:0 |       | Yuanshen Sports Centre Stadium, Szanghaj |

| 8 kwietnia 200111:00 | Nowa Zelandia | 19:5 | Samoa | Yuanshen Sports Centre Stadium, Szanghaj |
| 8 kwietnia 200111:00 |               | 19:5 |       | Yuanshen Sports Centre Stadium, Szanghaj |

| 8 kwietnia 200110:20 | Południowa Afryka | 24:7 | Anglia | Yuanshen Sports Centre Stadium, Szanghaj |
| 8 kwietnia 200110:20 |                   | 24:7 |        | Yuanshen Sports Centre Stadium, Szanghaj |

| 8 kwietnia 200110:40 | Korea Południowa | 26:7 | Argentyna | Yuanshen Sports Centre Stadium, Szanghaj |
| 8 kwietnia 200110:40 |                  | 26:7 |           | Yuanshen Sports Centre Stadium, Szanghaj |

| 8 kwietnia 200113:30 | Australia | 19:7 | Nowa Zelandia | Yuanshen Sports Centre Stadium, Szanghaj |
| 8 kwietnia 200113:30 |           | 19:7 |               | Yuanshen Sports Centre Stadium, Szanghaj |

| 8 kwietnia 200113:10 | Południowa Afryka | 40:10 | Korea Południowa | Yuanshen Sports Centre Stadium, Szanghaj |
| 8 kwietnia 200113:10 |                   | 40:10 |                  | Yuanshen Sports Centre Stadium, Szanghaj |

| 8 kwietnia 200115:00 | Australia | 19:12 | Południowa Afryka | Yuanshen Sports Centre Stadium, Szanghaj |
| 8 kwietnia 200115:00 |           | 19:12 |                   | Yuanshen Sports Centre Stadium, Szanghaj |

### Plate
|  |           |           |          |        |    |       |       |       |
|  | Półfinał  | Półfinał  | Półfinał |        |    | Finał | Finał | Finał |
|  | Półfinał  | Półfinał  | Półfinał |        |    | Finał | Finał | Finał |
|  |           |           |          |        |    |       |       |       |
|  |           |           |          |        |    |       |       |       |
|  | Fidżi     | Fidżi     | 31       |        |    |       |       |       |
|  | Fidżi     | Fidżi     | 31       |        |    |       |       |       |
|  | Samoa     | Samoa     | 12       |        |    |       |       |       |
|  | Samoa     | Samoa     | 12       |        |    | Fidżi | Fidżi | 45    |
|  |           |           |          |        |    | Fidżi | Fidżi | 45    |
|  |           |           | Anglia   | Anglia | 14 |       |       |       |
|  | Anglia    | Anglia    | Anglia   | Anglia | 14 | 19    |       |       |
|  | Anglia    | Anglia    |          |        |    |       |       |       |
|  | Argentyna | Argentyna | 17       |        |    |       |       |       |
|  | Argentyna | Argentyna | 17       |        |    |       |       |       |

| 8 kwietnia 200112:50 | Fidżi | 31:12 | Samoa | Yuanshen Sports Centre Stadium, Szanghaj |
| 8 kwietnia 200112:50 |       | 31:12 |       | Yuanshen Sports Centre Stadium, Szanghaj |

| 8 kwietnia 200112:30 | Anglia | 19:17 | Argentyna | Yuanshen Sports Centre Stadium, Szanghaj |
| 8 kwietnia 200112:30 |        | 19:17 |           | Yuanshen Sports Centre Stadium, Szanghaj |

| 8 kwietnia 200114:30 | Fidżi | 45:14 | Anglia | Yuanshen Sports Centre Stadium, Szanghaj |
| 8 kwietnia 200114:30 |       | 45:14 |        | Yuanshen Sports Centre Stadium, Szanghaj |

### Bowl
|  |                 |                 |             |          |    |          |          |          |  |  |       |       |       |
|  | Ćwierćfinał     | Ćwierćfinał     | Ćwierćfinał |          |    | Półfinał | Półfinał | Półfinał |  |  | Finał | Finał | Finał |
|  | Ćwierćfinał     | Ćwierćfinał     | Ćwierćfinał |          |    | Półfinał | Półfinał | Półfinał |  |  | Finał | Finał | Finał |
|  |                 |                 |             |          |    |          |          |          |  |  |       |       |       |
|  |                 |                 |             |          |    |          |          |          |  |  |       |       |       |
|  | Kanada          | Kanada          | 47          |          |    |          |          |          |  |  |       |       |       |
|  | Kanada          | Kanada          | 47          |          |    |          |          |          |  |  |       |       |       |
|  | Sri Lanka       | Sri Lanka       | 0           |          |    |          |          |          |  |  |       |       |       |
|  | Sri Lanka       | Sri Lanka       | 0           |          |    | Kanada   | Kanada   | 22       |  |  |       |       |       |
|  |                 |                 |             |          |    | Kanada   | Kanada   | 22       |  |  |       |       |       |
|  |                 |                 | Chiny       | Chiny    | 0  |          |          |          |  |  |       |       |       |
|  | Chiny           | Chiny           | Chiny       | Chiny    | 0  | 14       |          |          |  |  |       |       |       |
|  | Chiny           | Chiny           |             |          |    |          |          |          |  |  |       |       |       |
|  | Chińskie Tajpej | Chińskie Tajpej | 5           |          |    |          |          |          |  |  |       |       |       |
|  | Chińskie Tajpej | Chińskie Tajpej | 5           |          |    | Kanada   | Kanada   | 32       |  |  |       |       |       |
|  |                 |                 |             |          |    |          | Kanada   | 32       |  |  |       |       |       |
|  |                 |                 | Walia       | Walia    | 19 |          |          |          |  |  |       |       |       |
|  | Walia           | Walia           | Walia       | Walia    | 19 | 21       |          |          |  |  |       |       |       |
|  | Walia           | Walia           |             |          |    |          |          |          |  |  |       |       |       |
|  | Malezja         | Malezja         | 0           |          |    |          |          |          |  |  |       |       |       |
|  | Malezja         | Malezja         | 0           |          |    | Walia    | Walia    | 21       |  |  |       |       |       |
|  |                 |                 |             |          |    | Walia    | Walia    | 21       |  |  |       |       |       |
|  |                 |                 | Hongkong    | Hongkong | 7  |          |          |          |  |  |       |       |       |
|  | Hongkong        | Hongkong        | Hongkong    | Hongkong | 7  | 20       |          |          |  |  |       |       |       |
|  | Hongkong        | Hongkong        |             |          |    |          |          |          |  |  |       |       |       |
|  | Japonia         | Japonia         | 14          |          |    |          |          |          |  |  |       |       |       |
|  | Japonia         | Japonia         | 14          |          |    |          |          |          |  |  |       |       |       |

| 8 kwietnia 200109:20 | Kanada | 47:0 | Sri Lanka | Yuanshen Sports Centre Stadium, Szanghaj |
| 8 kwietnia 200109:20 |        | 47:0 |           | Yuanshen Sports Centre Stadium, Szanghaj |

| 8 kwietnia 200109:00 | Chiny | 14:5 | Chińskie Tajpej | Yuanshen Sports Centre Stadium, Szanghaj |
| 8 kwietnia 200109:00 |       | 14:5 |                 | Yuanshen Sports Centre Stadium, Szanghaj |

| 8 kwietnia 200110:00 | Walia | 21:0 | Malezja | Yuanshen Sports Centre Stadium, Szanghaj |
| 8 kwietnia 200110:00 |       | 21:0 |         | Yuanshen Sports Centre Stadium, Szanghaj |

| 8 kwietnia 200109:40 | Hongkong | 20:14 | Japonia | Yuanshen Sports Centre Stadium, Szanghaj |
| 8 kwietnia 200109:40 |          | 20:14 |         | Yuanshen Sports Centre Stadium, Szanghaj |

| 8 kwietnia 200111:50 | Kanada | 22:0 | Chiny | Yuanshen Sports Centre Stadium, Szanghaj |
| 8 kwietnia 200111:50 |        | 22:0 |       | Yuanshen Sports Centre Stadium, Szanghaj |

| 8 kwietnia 200112:10 | Walia | 21:7 | Hongkong | Yuanshen Sports Centre Stadium, Szanghaj |
| 8 kwietnia 200112:10 |       | 21:7 |          | Yuanshen Sports Centre Stadium, Szanghaj |

| 8 kwietnia 200114:00 | Kanada | 32:19 | Walia | Yuanshen Sports Centre Stadium, Szanghaj |
| 8 kwietnia 200114:00 |        | 32:19 |       | Yuanshen Sports Centre Stadium, Szanghaj |

## Klasyfikacja końcowa
| Miejsce | Reprezentacja     | Punkty |
| ------- | ----------------- | ------ |
| 1       | Australia         | 20     |
| 2       | Południowa Afryka | 16     |
| 3       | Nowa Zelandia     | 12     |
| 3       | Korea Południowa  | 12     |
| 5       | Fidżi             | 8      |
| 6       | Anglia            | 6      |
| 7       | Samoa             | 4      |
| 7       | Argentyna         | 4      |
| 9       | Kanada            | 2      |
| 10      | Walia             | 0      |
| 11      | Hongkong          | 0      |
| 11      | Chiny             | 0      |
| 13      | Malezja           | 0      |
| 13      | Japonia           | 0      |
| 13      | Sri Lanka         | 0      |
| 13      | Chińskie Tajpej   | 0      |